# Laozhu Pao
Laozhu Pao (kinesiska: 老猪泡) är en sjö i Kina. Den ligger i provinsen Heilongjiang, i den nordöstra delen av landet, omkring 150 kilometer nordväst om provinshuvudstaden Harbin. Laozhu Pao ligger 140 meter över havet. Arean är 6,9 kvadratkilometer. Trakten runt Laozhu Pao består i huvudsak av gräsmarker. Den sträcker sig 4,4 kilometer i nord-sydlig riktning, och 2,7 kilometer i öst-västlig riktning.
Genomsnittlig årsnederbörd är 739 millimeter. Den regnigaste månaden är juli, med i genomsnitt 211 mm nederbörd, och den torraste är januari, med 4 mm nederbörd.